# Бехтерев, Сергей Станиславович
Серге́й Станисла́вович Бе́хтерев (19 мая 1958, Петропавловск-Камчатский — 13 ноября 2008, Санкт-Петербург) — советский и российский актёр театра и кино, лауреат Государственной премии СССР (1986), заслуженный артист Российской Федерации (1995).

## Биография
Родился 19 мая 1958 года в Петропавловске-Камчатском. Воспитывался бабушкой, так как отец ушел из семьи, а через несколько лет умерла мать. Занимался в театральном кружке. В 1970 году подростком впервые снялся в кино — в эпизодах картины Леонида Макарычева «Удивительный заклад».
В 1979 году окончил Ленинградский институт театра, музыки и кинематографии, курс Аркадия Иосифовича Кацмана и Льва Додина. С 1979 по 2002 годы актёр Ленинградского Малого драматического театра. Актёрскую деятельность сочетал с работой в качестве ассистента режиссёра.
Его первой работой на профессиональной сцене стала роль поручика Веткина в «Господах офицерах» А. Куприна (1980), в том же году Сергей сыграл отца Гуськова в «Живи и помни» по повести Валентина Распутина, и Галактиона в «Законе вечности» Нодара Думбадзе. Настоящую известность на театральной сцене Бехтереву принесла роль Григория в спектакле «Дом», режиссёра Льва Додина по роману Ф. Абрамова.
Первую серьёзную, упомянутую в титрах роль в кино актёр сыграл в 1981 году в фильме Валентина Виноградова «Белый танец». Сергей Бехтерев снялся более чем в пятидесяти кино- и телефильмах.
Много работал на телевидении в циклах передач «Боярский двор» (1997—1998), «Студия „Ф“» (1998—1999), «Маленький спектакль» (1999—2000), «Песенки моего двора» (2005—2006). Четверть века работал на петербургском радио — участвовал в радиоспектаклях, читал поэзию и прозу. Циклы передач «Мы жили тогда на планете другой… Поэзия русской эмиграции», «Петрополь», «Петербургские старожилы».
Умер 13 ноября 2008 года в Санкт-Петербурге после тяжёлой продолжительной болезни (гепатита и менингита). Похоронен 17 ноября 2008 года на Волковском кладбище в Санкт-Петербурге.

## Награды и премии
- Лауреат Государственной премии СССР (1986, за роли Григория Пряслина в спектакле Льва Додина «Дом» и Гаврилы Андреевича Ганичева в спектакле Льва Додина «Братья и сёстры» по Фёдору Абрамову).
- Заслуженный артист Российской Федерации (1995) — за заслуги в области искусства[2].
- Дважды лауреат Всесоюзного конкурса чтецов имени Яхонтова и лауреат Всероссийского конкурса чтецов имени Льва Толстого.
- Приз за лучшую мужскую роль в фильме «Арифметика убийства» (1991) на МКФ в Валансьене (1993, Франция).
- Приз за лучшую мужскую роль второго плана в фильме «По имени Барон» (2002) на Фестивале телевизионных фильмов «Сполохи» (2003, Архангельск).

## Творчество

### Роли в театре
- 1977 — История лошади (спектакль), д/к им. Горького
- 1980 — Господа офицеры — Поручик Веткин
- 1980 — Закон вечности — Верийский парень и Галактион
- 1980 — Дом — Григорий Пряслин
- 1980 — Живи и помни — Отец Гуськова
- 1980 — Наваждение
- 1980 — Несколько страниц из дневника Печорина — Восточный человек
- 1981 — Золушка — Король
- 1982 — Фиеста — Монтойя
- 1982 — Даровано солнцем и морем — Жуань-Жуань
- 1983 — Странная особа — Уточкин
- 1983 — Двадцать минут с ангелом — Базельский и Рукосуев
- 1984 — Муму — Мужик в трактире «Притынный кабак», Скоморох Антипа
- 1985 — Братья и сёстры — Гаврила Андреевич Ганичев, уполномоченный из района
- 1986 — Фёдор Абрамов на нашей сцене
- 1986 — Повелитель мух — Сэм и Саймон
- 1987 — Гобсек — Дервиль
- 1988 — Возвращённые страницы — Чтец
- 1989 — Звёзды на утреннем небе — Александр
- 1991 — Бесы —Петр Верховенский
- 1992 — Разбитый кувшин — Бригитта
- 1994 — Роберто Зукко — Обезумевшая шлюха
- 1994 — Вишнёвый сад — Гаев Леонид Андреевич — брат Раневской
- 1995 — Отсветы — Актёр
- 1995 — Звёздный мальчик — Хозяин
- 1996 — Вацлав Нижинский. Повенчанный с Богом — Вацлав Нижинский
- 1997 — Зимняя сказка — Молодой пастух
- 1998 — Любовь под вязами
- 1999 — Чевенгур — Чепурный
- 1999 — Эмигрантский вальс — Чтец
- 2001 — Чайка (пьеса) — Илья Афанасьевич Шамраев
- 2002 — Doktor Чехов — Актёр
- 2004 — Скандальное происшествие — Доктор

### Фильмография
- 1970 — Удивительный заклад
- 1981 — Белый танец — Никита
- 1981 — 20 декабря — эсер-боевик (в титрах не упомянут)
- 1982 — Голос — Ромашкин, композитор
- 1982 — Дом (фильм-спектакль) — Григорий Пряслин
- 1983 — Торпедоносцы — подполковник Курочкин
- 1983 — Блондинка за углом — нервный покупатель
- 1983 — Небывальщина — Бобыль
- 1984 — Букет мимозы и другие цветы — младший брат Андрей
- 1984 — По коням — участковый инспектор лейтенант Ершов
- 1985 — Чужие здесь не ходят — конюх Витя Колупан
- 1985 — Противостояние — Алексей Кириллович Львов
- 1986 — Красная стрела — краснодеревщик-философ
- 1986 — Жизнь Клима Самгина — домашний учитель Степан Андреевич Томилин
- 1987 — Петроградские Гавроши — солдат
- 1987 — Гобсек — Дервиль
- 1988 — Собачье сердце — медиум
- 1988 — Эти… три верные карты…
- 1988 — Полёт птицы — Соломон Борисович
- 1989 — Искусство жить в Одессе — Иосиф Мугинштейн
- 1989 — Интердевочка — официант
- 1989 — Сирано де Бержерак — Линьер
- 1989 — Кончина
- 1989 — Васька — Гоша
- 1991 — Арифметика убийства — инвалид Илья
- 1991 — Действуй, Маня! — программист Костя Фонарёв
- 1992 — Дымъ
- 1992 — Гаджо — Родион Чечунов
- 1994 — Мадемуазель О — Ленский
- 1996 — Недотёпы
- 1998 — Улицы разбитых фонарей. Инстинкт мотылька — сатанист Генка-Сатана
- 2000 — Агент национальной безопасности-2 — близнецы Кравцовы (в серии Гордеев Узел) (озвучил Алексей Девотченко)
- 2000 — Четырнадцать цветов радуги — Лёня Самолётов
- 2000 — Воспоминания о Шерлоке Холмсе — Альфред Вуд, секретарь Конан Дойля
- 2002 — По имени Барон — учитель Арон
- 2002 — Любовь императора — принц Гессенский
- 2002 — Чеховские мотивы — священник отец Иван
- 2003 — Три цвета любви — Гена Утёмов
- 2003 — Чужое лицо — следователь Иванов
- 2004 — Рагин — Мальчик
- 2004 — Пираты Эдельвейса — Генрих Зоентаг
- 2004 — Легенда о Тампуке — доктор Рыжов
- 2004 — Настройщик — брачный аферист
- 2005 — Фаворский — доктор Раппопорт
- 2005 — Тронутые — психотерапевт
- 2005 — Бой с тенью — актёр Сергей Станиславович в роли Ричарда III
- 2006 — Терминал — Лавров, правая рука Нефедова
- 2007 — Преступление и наказание — Андрей Семёнович Лебезятников
- 2007 — Тупой жирный заяц — режиссёр Болеслав Адамович
- 2007 — Три дня в Одессе/Александровский сад 2 — учитель этикета Семён Самуилович Глузман
- 2007 — Диверсант. Конец войны — начальник метеостанции, немецкий диверсант
- 2007 — Казнить нельзя помиловать — Смердин, чиновник муниципального округа
- 2007 — У реки — помощник депутата
- 2007 — Два в одном — уборщик Бориска
- 2008 — Живи и помни — Иннокентий / Матвей Иванович
- 2008 — Мы поженимся, в крайнем случае, созвонимся — лектор / Степаныч
- 2009 — Свадьба. Дело. Смерть. — Тишка
- 2009 — Дом образцового содержания — священник

### Озвучивание
- 1984 — Ва-банк 2 (Польша) — пан Штыц
- 1986 — Короткое замыкание (США) — доктор Ньютон Кросби
- 1991 — Пьющие кровь
- 1994 — Эликсир — озвучивание анимации
- 2003 — Танцор — Лох (роль Олега Завелева)
- 2004 — Опера. Хроники убойного отдела — маг (роль Спартака Кондаурова) (серия «Ищи деньги»)
- 2007 — Мир искусства Сергея Дягилева (документальный фильм) — голос за кадром.
- 2007 — Произведения Бориса Кригера: Маськин: Роман-шутка с намёком: Главы из романа / Читает народный артист России Иван Краско; Из книги стихотворений «О грусти этих дней, кто, как не я, напишет…» / Читает заслуженный артист России Сергей Бехтерев: Компакт-диск. — Sunpress.
- 2008 — Путеводительница. Тихвинской иконе Божией Матери — озвучивание анимации